# Shinji Ono
Shinji Ono (jap. 小野 伸二 Ono Shinji; * 27. September 1979 in Numazu, Shizuoka) ist ein ehemaliger japanischer Fußballspieler. Der asiatische Fußballer des Jahres 2002 nahm mit der japanischen Nationalmannschaft an drei Weltmeisterschaftsendrunden sowie dem olympischen Fußballturnier 2004 teil.

## Karriere

### Jugend
In seiner Jugend spielte er im Schulteam der Städtischen Handelsoberschule Shimizu (japanisch 清水市立商業高等学校, Shimizu-shiritsu shōgyō kōtō gakkō; engl. Shimizu Commercial High School), die über eine große Fußball-Tradition und eine enge Beziehung zu Shimizu S-Pulse verfügt.

### Urawa Red Diamonds und Feyenoord
Der offensive Mittelfeldspieler spielte danach in seiner ersten Profistation bei den Urawa Red Diamonds, als er bei der Fußball-Weltmeisterschaft 1998 in Frankreich als 18-Jähriger sein erstes WM-Turnier spielte. In diesem Jahr wurde er als J. League Best Young Player ausgezeichnet. 1999 gewann er als Kapitän der japanischen Juniorenauswahl die Silbermedaille bei der U-20-Weltmeisterschaft. Er wechselte 2001 für 12,5 Millionen Euro in die Niederlande zu Feyenoord Rotterdam, der bis heute teuerste Transfer des Traditionsklubs. Mit Ono gewann Rotterdam 2002 den UEFA-Pokal. Im Februar 2006 kehrte er wieder zu den Red Diamonds zurück. Sein bisheriger Karrierehöhepunkt war die Teilnahme an der Fußball-Weltmeisterschaft 2002 im eigenen Land. Nach dieser WM wurde er zu Asiens Fußballer des Jahres 2002 gewählt, wegen Verletzungsproblemen kam er bei seiner dritten WM-Endrunde 2006 lediglich zu einem Einsatz gegen Australien, er trat nach dem Turnier aus der Nationalmannschaft zurück.

### VfL Bochum und Shimizu S-Pulse
Im Januar 2008 wechselte er zum Bundesligisten VfL Bochum, wo er beim ersten Auswärtssieg des VfL bei Werder Bremen am 3. Februar 2008 seinen ersten Bundesliga-Einsatz feiern konnte. Dabei gab Ono die Vorlage zum VfL-Ausgleichstreffer in der 68. Minute und war auch beim 2:1-Siegtreffer entscheidend mitbeteiligt.
Doch richtig durchsetzen konnte sich Ono aufgrund der Konkurrenz im Kader und einiger Verletzungen nie. Nach einer unbefriedigenden Hinrunde wechselte er in der Winterpause der Saison 2009/2010 zurück in seine Heimat und schloss sich dem Erstligisten Shimizu S-Pulse an.

### Western Sydney Wanderes und Rückkehr nach Japan
Zur Saison 2012/13 wurde Ono vom neu gegründeten A-League-Klub Western Sydney Wanderers verpflichtet. Er bestritt in seiner ersten Saison in Australien 24 Spiele und konnte dabei 7 Tore erzielen. Im Sommer 2014 wechselte er in die zweite japanische Liga zu Consadole Sapporo. 2017 konnte er mit dem Verein den Aufstieg in die J1 League feiern. Nach 61 Spielen wechselte er im August 2019 zum FC Ryūkyū. Der Verein, der in der Präfektur Okinawa beheimatet ist, spielte in der zweiten Liga. Für Ryūkyū stand er 23-mal in der zweiten Liga auf dem Spielfeld. Im Januar 2021 wechselte er zu seinem ehemaligen Verein Hokkaido Consadole Sapporo. Anfang Dezember 2023 beendete er im Alter von 44 Jahren seine aktive Karriere.

## Auszeichnungen
- J. League Best Young Player: 1998